# Voláda
Voláda, en grec moderne : Βωλάδα, est un village de l'île de Kárpathos, en Égée-Méridionale, Grèce.
Selon le recensement de 2011, la population du village s'élève à 251 habitants.